# Ray W. Fuller
Ray W. Fuller (* 16. Dezember 1935; † 11. August 1996 in Greenwood, Indiana) war ein US-amerikanischer Biochemiker, der zusammen mit Bryan B. Molloy, Klaus Schmiegel und David T. Wong das Antidepressivum Prozac entwickelte.

## Leben
Er wuchs auf einer Farm in Dongola auf, erwarb 1957 an der Southern Illinois University Carbondale seinen Bachelor in Chemie und 1958 seinen Master in Mikrobiologie. Schon in seiner College-Zeit arbeitete er an einer staatlichen Psychiatrischen Klinik, wo sein Interesse für das Gehirn und Psychopharmaka begann. Seinen Ph.D. in Biochemie erwarb er 1961 an der Purdue University. Er verbrachte dann zwei Jahre am Fort Wayne State Hospital in Indiana für geistig zurückgebliebene Kinder als Leiter des biochemischen Forschungslabors und ging 1963 ans Forschungslabor von Eli Lilly and Company, wo er nach neuen Antidepressiva suchte und Anfang der 1970er Jahre Prozac mitentwickelte, das ab 1988 vermarktet wurde.